# Maiestas minuta
Maiestas minuta literalmente quiere decir "traición pequeña" y se llamaba así para diferenciarla de la alta traición o perduellio. Lucio Apuleyo Saturnino cuando fue tribuno de la plebe en el 103 a. C., fue el primero en crear un questio o tribunal para juzgar esta clase de delitos; inscribió en las tablillas de la ley la maiestas minuta como infracción.